# -heit
Die Wortendung (oder das Suffix) -heit hat sich in Verbindung mit Adjektivstämmen in althochdeutscher Zeit zur beliebtesten Möglichkeit entwickelt, sogenannte Abstrakta zu bilden (Eigenschaftsnominalisierung). In Konkurrenz zu -heit stand schon damals das Suffix -ung, das aber vorzugsweise an Verbalstämme angehängt wurde (Ereignisnominalisierung).
Die Endung -heit stammt vom germanischen Wort *haidu- (Art und Weise, Erscheinung) ab, das im Althochdeutschen zu heid/heit wurde und im 8. und 9. Jahrhundert als Übersetzung für die lateinischen Wörter persona und sexus dienen konnte. Im Mittelhochdeutschen ist heid/heit nur noch selten als eigenständiges Wort belegt und auf die Bedeutung „Art und Weise“, „Beschaffenheit“ reduziert. Als Suffix trat es schon sehr früh neben -î und -ida auf, die es bald verdrängte. 